# 博尔赫隆
博尔赫隆（荷蘭語：Borgloon，荷蘭語發音：[ˈbɔrxˌloːn] ⓘ，法語發音：[lo]）是比利时弗拉芒大區林堡省通厄倫區的一座城市，西南与弗拉芒布拉班特省接壤，通行荷蘭語，是弗拉芒社群的一部分，面积51.12平方千米，人口10,697人（2018年1月1日）。